# Bistum Baucau
Das Bistum Baucau (lat.: Dioecesis Baucanus) ist das zweitälteste der drei Bistümer im Staat Osttimor. Sitz ist die Gemeindehauptstadt Baucau. Das Bistum ist direkt dem Heiligen Stuhl in Rom unterstellt. Schutzpatron ist der heilige Josef (São José). Am 30. November 1996 wurde es vom Erzbistum Dili abgetrennt. Das Bistum Baucau hat eine Fläche von 6842 km². Zu ihm gehören die Gemeinden Baucau, Lautém, Manatuto und Viqueque.

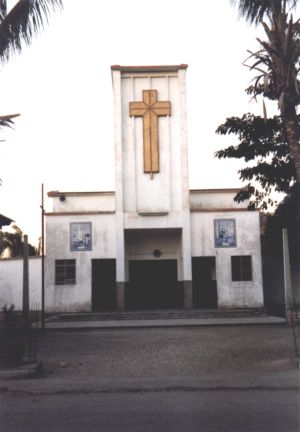
Kathedrale Santo António in Baucau

Das Bistum wurde in seiner Bedeutung 2017 mit einem mittelalterlichen Bischofssitz verglichen, da ein Großteil der Wirtschaft der Stadt Baucau unter Kontrolle des Bistums steht und es seit der Unabhängigkeit eine wichtige Rolle beim Erhalt ziviler Funktionen und Infrastruktur innehat. Zu Diskussionen führten Pläne, an der Stelle, wo früher das heilige Reliquienhaus (Uma Lulik) der traditionellen Religion Timors stand, eine Gedenkstätte für die Schwarze Madonna (Bakita) zu errichten. Bereits 2010 wurde in der Höhle der Quelle von Wai Lia eine Madonnenstatue aufgestellt. Auch dieser Ort ist ein heiliger Ort des alten Glaubens.
Am 11. September 2019 unterstellte Papst Franziskus das Bistum Baucau dem Erzbistum Dili als Suffraganbistum.
| Bischöfe von Baucau   | Bischöfe von Baucau                                                                                            |
| --------------------- | --- |
| Basílio do Nascimento | seit 30. November 1996 (Apostolischer Administrator), 6. März 2004 (Ernennung zum Bischof), † 30. Oktober 2021 |
| Leandro Maria Alves   | seit 26. April 2023                                                                                            |

| Entwicklung der Zahl der Gläubigen | Entwicklung der Zahl der Gläubigen | Entwicklung der Zahl der Gläubigen |
| ---------------------------------- | ---------------------------------- | ---------------------------------- |
| Jahr                               | Zahl der Katholiken                | Anteil an der Gesamtbevölkerung    |
| 1998                               | 208.279                            | 92,6 %                             |
| 2001                               | 245.748                            | 96,8 %                             |
| 2002                               | 253.120                            | 95,4 %                             |
| 2019                               | 320.255                            | 99,3 %                             |

## Gemeinden
| Baucau   | Baucau           | Baucau                             | Baucau                                          |
| Bild     | Kirchengemeinde  | Schutzpatron                       | Artikel zur Kirche                              |
| -------- | ---------------- | ---------------------------------- | ----------------------------------------------- |
|          | Baguia           | São José Operário                  | São José Operário (Baguia)                      |
|          | Baucau           | Santo António                      | Catedral Santo António                          |
|          | Laga             | São João Bosco                     | Igreja São João Bosco de Laga                   |
|          | Quelicai         | Santa Teresinha do Menino Jesus    | Santa Teresinha do Menino Jesus (Quelicai)      |
|          | Vemasse          | Nossa Senhora da Graça             | Nossa Senhora da Graça (Vemasse Vila)           |
|          | Venilale         | Sagrada Coração de Jesus           | Sagrada Coração de Jesus (Venilale)             |
|          | Baucau Vila Nova | Sagrada Coração de Jesus           | Sagrada Coração de Jesus (Vila Nova)            |
| Lautém   |                  |                                    |                                                 |
| Bild     | Kirchengemeinde  | Schutzpatron                       | Artikel zur Kirche                              |
|          | Iliomar          | Nossa Senhora do Rosário de Fátima | Nossa Senhora do Rosário de Fátima (Iliomar)    |
|          | Lautém           | Cristo Rei                         | Cristo Rei (Lautém)                             |
|          | Lospalos         | São Paulo                          | São Paulo (Lospalos)                            |
|          | Luro             | Nossa Senhora Rainha dos Apóstolos | Nossa Senhora Rainha dos Apóstolos (Luro)       |
|          | Mehara (Tutuala) | Nossa Senhora do Rosário de Fátima | Nossa Senhora do Rosário de Fátima (Mehara)     |
| Manatuto |                  |                                    |                                                 |
| Bild     | Kirchengemeinde  | Schutzpatron                       | Artikel zur Kirche                              |
|          | Laclo            | São Vicente Ferrer                 | Coronel São Vicente Ferrer de Lacló             |
|          | Laclubar         | Nossa Senhora da Graça             | Nossa Senhora da Graça (Laclubar)               |
|          | Laleia           | Nossa Senhora do Rosário           | Nain Feto Rosário (Lalaia)                      |
|          | Manatuto         | Santo António                      | Santo António de Manatuto                       |
|          | Natarbora        | Nossa Senhora Imaculada Conceição  | Nossa Senhora Imaculada Conceição (Uma Boco)    |
|          | Soibada          | Sagrada Coração de Jesus           | Sagrada Coração de Jesus (Soibada)              |
| Viqueque |                  |                                    |                                                 |
| Bild     | Kirchengemeinde  | Schutzpatron                       | Artikel zur Kirche                              |
|          | Lacluta          | Santo António                      | Santo António (Dilor)                           |
|          | Nahareca         | Nossa Senhora Imaculado Coração    | Nossa Senhora Imaculado Coração (Nahareca)      |
|          | Ossu             | Santa Teresinha do Menino Jesu     | Santa Teresinha do Menino Jesus (Ossu)          |
|          | Uatucarbau       | Nossa Senhora do Rosário de Fátima | Nossa Senhora do Rosário de Fátima (Uatucarbau) |
|          | Uato-Lari        | Nossa Senhora de Fátima            | Nossa Senhora de Fátima (Uato-Lari)             |
|          | Viqueque         | Nossa Senhora Imaculada Conceição  | Igreja da Imaculada Conceição Viqueque          |